# Ernst Hedenstierna
Ernst Rudolf Wilhelm Hedenstierna, född 28 september 1847 i Mariestads församling, Skaraborgs län, död 5 april 1943 i Oscars församling, Stockholms stad, var en svensk ämbetsman och riksdagsledamot.
Hedenstierna blev student vid Uppsala universitet 1868 och efter där 1873 avlagd hovrättsexamen tillförordnad länsnotarie i Skaraborgs län 1874, ordinarie 1878 samt var borgmästare i Skövde stad 1884–1919. Han var sekreterare och kamrerare i Skaraborgs läns landsting 1874–1903 samt landstingets vice ordförande från 1911.
Hedenstierna var moderat högerman, i riksdagen var han ledamot av andra kammaren för Mariestad, Skövde och Falköpings valkrets 1906–1908 och därefter ledamot av första kammaren för Skaraborgs läns valkrets 1909–1919 samt därunder ledamot av tillfälligt utskott 1906–1908 och av bankoutskottet 1911–1919 (ordförande 1916–1919).